# Umm Ruwaba
Umm Ruwaba, también Umm Ruwabah (árabe: أم روابة; Ruaba y Umm Ruaba), es una ciudad del estado de Kurdufán del Norte, en Sudán, y la capital del distrito de Umm Ruwabah. Por carretera, se encuentra a 147 kilómetros (91 mi) al sureste de El Obeid y a 184 kilómetros (114 mi) al oeste de Rabak. Fundada por el Imperio Otomano en 1820, se encuentra en el cruce de importantes carreteras y rutas de caravanas de camellos.

## Historia
El 27 de abril de 2013, la ciudad fue atacada por el Frente Revolucionario Sudanés, una alianza rebelde. El gobierno pudo "contener" el ataque, pero desató protestas locales por la falta de seguridad en la región.

## Geografía
Umm Ruwaba se encuentra en el sur de Sudán central, en la región semiárida del Sahel. Tiene una precipitación media anual de 300 a 450 milímetros. Los acuíferos locales se consideran productivos y son la fuente de agua de muchos pozos de la región.El agua se extrae normalmente de profundidades de entre 300 y 400 pies, aunque se han excavado algunos pozos de hasta 1000 pies. Geológicamente se encuentra en la cuenca terciaria-cuaternaria de Umm Ruwaba, compuesta principalmente por sedimentos lacustres y fluviales de grano fino.

## Economía
Situada en esta parte del Sahel, Umm Ruwaba es propensa a sufrir periodos recurrentes de sequía, degradación de la tierra y hambruna. La hambruna de 1983-1985 afectó gravemente a la zona y provocó disturbios alimentarios en la ciudad.Sus principales cultivos son el mijo y el sorgo para consumo doméstico, y el sésamo para la venta en los mercados locales, y la ciudad es una importante zona de almacenamiento para muchos agricultores del distrito.El Departamento de Carreteras y Puentes de Sudán ha intentado mejorar las comunicaciones por carretera entre la ciudad y El Obeid.

## Demografía y religión
Los principales grupos étnicos de la ciudad son los pueblos gawamma y shanabla. Tradicionalmente es una zona islámica, pero un informe de 1980 documentó que una organización antiislámica había convertido del Islam al cristianismo a unas 40 familias de Umm Ruwaba.

## Personas notables
- Mamoun Beheiry, economista, primer comisario del Banco de Sudán y primer presidente del Banco Africano de Desarrollo, (nacido el 1 de octubre de 1925)
- Talal Nayer, caricaturista político, pintor y cineasta, (nacido el 13 de enero de 1983)